# Cameleon (groupe)
 (septembre 2016).
Pour les articles homonymes, voir Cameleon (homonymie).
Cameleon est un groupe algérien, créé en 2009 à Alger.

## Historique
Le chanteur et auteur-compositeur Hcen Agrane et son frère jumeau Hocine Agrane (percussions) créent le groupe en 2009, un an après ils enregistrent leur première chanson « Wallah » qui a été reprise à la radio et connait beaucoup de succès sur les réseaux sociaux.
En 2011 Hocine Sekhar (clavier), Redha Saib (guitare basse) et Yanis Chakib Aidja (guitare solo) rejoignent Cameleon et le line-up est complet, le groupe entame donc la réalisation de son premier album éponyme.
Le 21 juin 2011, le groupe remporte les prix de la meilleure chanson et du meilleur album lors de la soirée organisée par kherdja.com pour célébrer la fête de la musique. En novembre de la même année il représente l'Algérie au douzième Festival du monde arabe de Montréal.
À la fin de 2013, un deuxième album « Cameleon II » fait son apparition.

## Style et propos
Le son du groupe mélange les rythmes du rock avec des influences algériennes comme le raï et le chaâbi, ainsi que d'autres genres de musique comme le reggae; les paroles traitent souvent des thèmes d'amour.
Hcen, le leader du groupe, se dit « inspiré autant par les grands maîtres du chaâbi, El Anka, Amar Ezzahi, Kamel Messaoudi, que du raï, de Khaled et de Bilal. »